# پارلاسکیو
پارلاسکیو (به ایتالیایی: Parlascio) یک منطقهٔ مسکونی در ایتالیا است که در Casciana Terme Lari واقع شده‌است. پارلاسکیو ۱۴۹ نفر جمعیت دارد و ۲۸۰ متر بالاتر از سطح دریا واقع شده‌است.